# 奇科河 (聖克魯斯省)

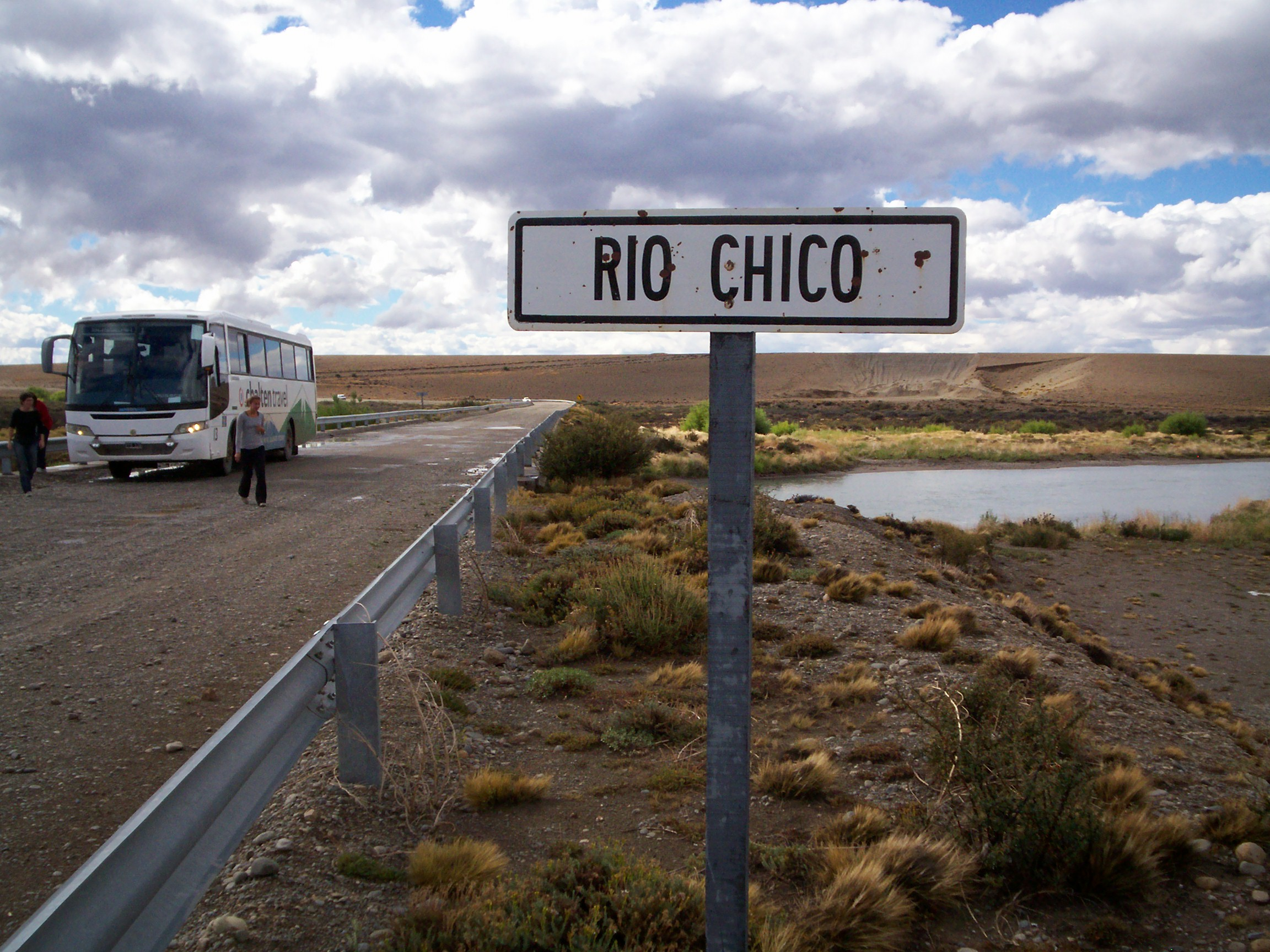
奇科河

奇科河（西班牙語：Río Chico）是阿根廷的河流，位於巴塔哥尼亞地區，由聖克魯斯省負責管轄，河道全長600公里，流域面積25,722平方公里，最終注入阿根廷海。

## 外部連結
- GEOnet Names Server（页面存档备份，存于）

49°54′13″S 68°33′50″W / 49.90361°S 68.56389°W